# Élections législatives de 2002 dans la Haute-Marne
Les élections législatives françaises de 2002 se déroulent les 9 et 16 juin 2002. Dans le département de la Haute-Marne, deux députés sont à élire dans le cadre de deux circonscriptions.

## Élus
| Circonscription | Député sortant           | Parti | Parti         | Député élu ou réélu      | Parti | Parti |
| --------------- | ------------------------ | ----- | ------------- | ------------------------ | ----- | ----- |
| 1re             | Jean-Claude Daniel       |       | Divers gauche | Luc Chatel               |       | UMP   |
| 2e              | François Cornut-Gentille |       | RPR           | François Cornut-Gentille |       | UMP   |

## Résultats

### Résultats à l'échelle du département
| Parti                                           | Parti                              | Premier tour | Premier tour | Second tour | Second tour | Sièges |
| Parti                                           | Parti                              | Voix         | %            | Voix        | %           | Sièges |
| ----------------------------------------------- | ---------------------------------- | ------------ | ------------ | ----------- | ----------- | ------ |
|                                                 | Union pour un mouvement populaire  | 37 517       | 43,54        | 48 616      | 65,51       | 2      |
|                                                 | Union pour la démocratie française | 3 846        | 4,46         |             |             | 0      |
|                                                 | Majorité présidentielle            | 41 363       | 48,00        | 48 616      | 65,51       | 2      |
|                                                 |                                    |              |              |             |             |        |
|                                                 | Parti socialiste                   | 16 025       | 18,60        | 17 477      | 23,55       | 0      |
|                                                 | Parti radical de gauche            | 5 351        | 6,21         |             |             | 0      |
|                                                 | Parti communiste français          | 3 743        | 4,34         | 0           |             |        |
|                                                 | Gauche parlementaire               | 25 119       | 29,15        | 17 477      | 23,55       | 0      |
|                                                 |                                    |              |              |             |             |        |
|                                                 | Front national                     | 13 264       | 15,39        | 8 119       | 10,94       | 0      |
|                                                 | Extrême gauche dont LCR, LO et PT  | 3 363        | 3,90         |             |             | 0      |
|                                                 | Mouvement national républicain     | 1 075        | 1,25         | 0           |             |        |
|                                                 | Divers                             | 1 005        | 1,17         | 0           |             |        |
|                                                 | Divers écologiste dont MÉI         | 982          | 1,14         | 0           |             |        |
|                                                 |                                    |              |              |             |             |        |
| Inscrits                                        | Inscrits                           | 143 872      | 100,00       | 143 873     | 100,00      | 2      |
| Abstentions                                     | Abstentions                        | 55 500       | 38,58        | 63 662      | 44,25       |        |
| Votants                                         | Votants                            | 88 372       | 61,42        | 80 211      | 55,75       |        |
| Blancs et nuls                                  | Blancs et nuls                     | 2 201        | 2,49         | 5 999       | 7,48        |        |
| Exprimés                                        | Exprimés                           | 86 171       | 97,51        | 74 212      | 92,52       |        |
| Source : Ministère de l'Intérieur - Haute-Marne |                                    |              |              |             |             |        |

### Résultats par circonscription

#### Première circonscription (Chaumont)
| Candidat       | Candidat                 | Parti             | Premier tour | Premier tour | Second tour | Second tour |  |
| Candidat       | Candidat                 | Parti             | Voix         | %            | Voix        | %           |  |
| -------------- | ------------------------ | ----------------- | ------------ | ------------ | ----------- | ----------- |  |
|                | Luc Chatel élu           | UMP               | 18 135       | 38,81        | 25 453      | 59,29       |  |
|                | Sylvie Cotillot          | PS                | 8 750        | 18,72        | 17 477      | 40,71       |  |
|                | Michelle Craye           | FN                | 5 901        | 12,63        |             |             |  |
|                | Didier Jannaud           | PRG               | 5 351        | 11,45        |             |             |  |
|                | Jean-Philippe Geoffroy   | UDF               | 3 846        | 8,23         |             |             |  |
|                | Catherine Sirot          | CPNT              | 1 005        | 2,15         |             |             |  |
|                | Mathieu Piotrkowski      | LCR               | 989          | 2,12         |             |             |  |
|                | Christophe Springaux     | LO                | 804          | 1,72         |             |             |  |
|                | Jean-François Jurvillier | MÉI               | 524          | 1,12         |             |             |  |
|                | Robert Paccard           | MNR               | 494          | 1,06         |             |             |  |
|                | Jacqueline Malgras       | PT                | 474          | 1,01         |             |             |  |
|                | Pierre Badoil            | Divers écologiste | 458          | 0,98         |             |             |  |
|                |                          |                   |              |              |             |             |  |
| Inscrits       | Inscrits                 | Inscrits          | 77 043       | 100,00       | 77 043      | 100,00      |  |
| Abstentions    | Abstentions              | Abstentions       | 29 009       | 37,65        | 31 530      | 40,93       |  |
| Votants        | Votants                  | Votants           | 48 034       | 62,35        | 45 513      | 59,07       |  |
| Blancs et nuls | Blancs et nuls           | Blancs et nuls    | 1 303        | 2,71         | 2 583       | 5,68        |  |
| Exprimés       | Exprimés                 | Exprimés          | 46 731       | 97,29        | 42 930      | 94,32       |  |

#### Deuxième circonscription (Saint-Dizier)
| Candidat       | Candidat                               | Parti          | Premier tour | Premier tour | Second tour | Second tour |  |
| Candidat       | Candidat                               | Parti          | Voix         | %            | Voix        | %           |  |
| -------------- | -------------------------------------- | -------------- | ------------ | ------------ | ----------- | ----------- |  |
|                | François Cornut-Gentille sortant réélu | UMP            | 19 382       | 49,14        | 23 163      | 74,05       |  |
|                | Evelyne Advenier                       | FN             | 7 363        | 18,67        | 8 119       | 25,95       |  |
|                | Jean-François Sauvaget                 | PS             | 7 275        | 18,45        |             |             |  |
|                | Jean-Luc Bouzon                        | PCF            | 3 743        | 9,49         |             |             |  |
|                | Chantal Rossit                         | LO             | 1 096        | 2,78         |             |             |  |
|                | Jacques Gaillard                       | MNR            | 581          | 1,47         |             |             |  |
|                |                                        |                |              |              |             |             |  |
| Inscrits       | Inscrits                               | Inscrits       | 66 829       | 100,00       | 66 830      | 100,00      |  |
| Abstentions    | Abstentions                            | Abstentions    | 26 491       | 39,64        | 32 132      | 48,08       |  |
| Votants        | Votants                                | Votants        | 40 338       | 60,36        | 34 698      | 51,92       |  |
| Blancs et nuls | Blancs et nuls                         | Blancs et nuls | 898          | 2,23         | 3 416       | 9,84        |  |
| Exprimés       | Exprimés                               | Exprimés       | 39 440       | 97,77        | 31 282      | 90,16       |  |